# Ångestjärnarna (Edefors socken, Norrbotten, 736539-173164)
Ångestjärnarna är en sjö i Bodens kommun i Norrbotten och ingår i Luleälvens huvudavrinningsområde.